# Martin Vogeleis
Martin Vogeleis, né à Erstein le 5 juin 1861 et mort à Sélestat le 11 août 1930, est un prêtre (ordonné en 1885) et musicologue alsacien.

## Biographie
Martin Vogeleis est notamment l'auteur d'un ouvrage de référence consacré à l'histoire de la musique et du théâtre en Alsace entre 500 et 1800.
Le fonds musical de la Bibliothèque humaniste de Sélestat a été constitué à partir de la donation de l'abbé Vogeleis en 1930.